# Musée Atger

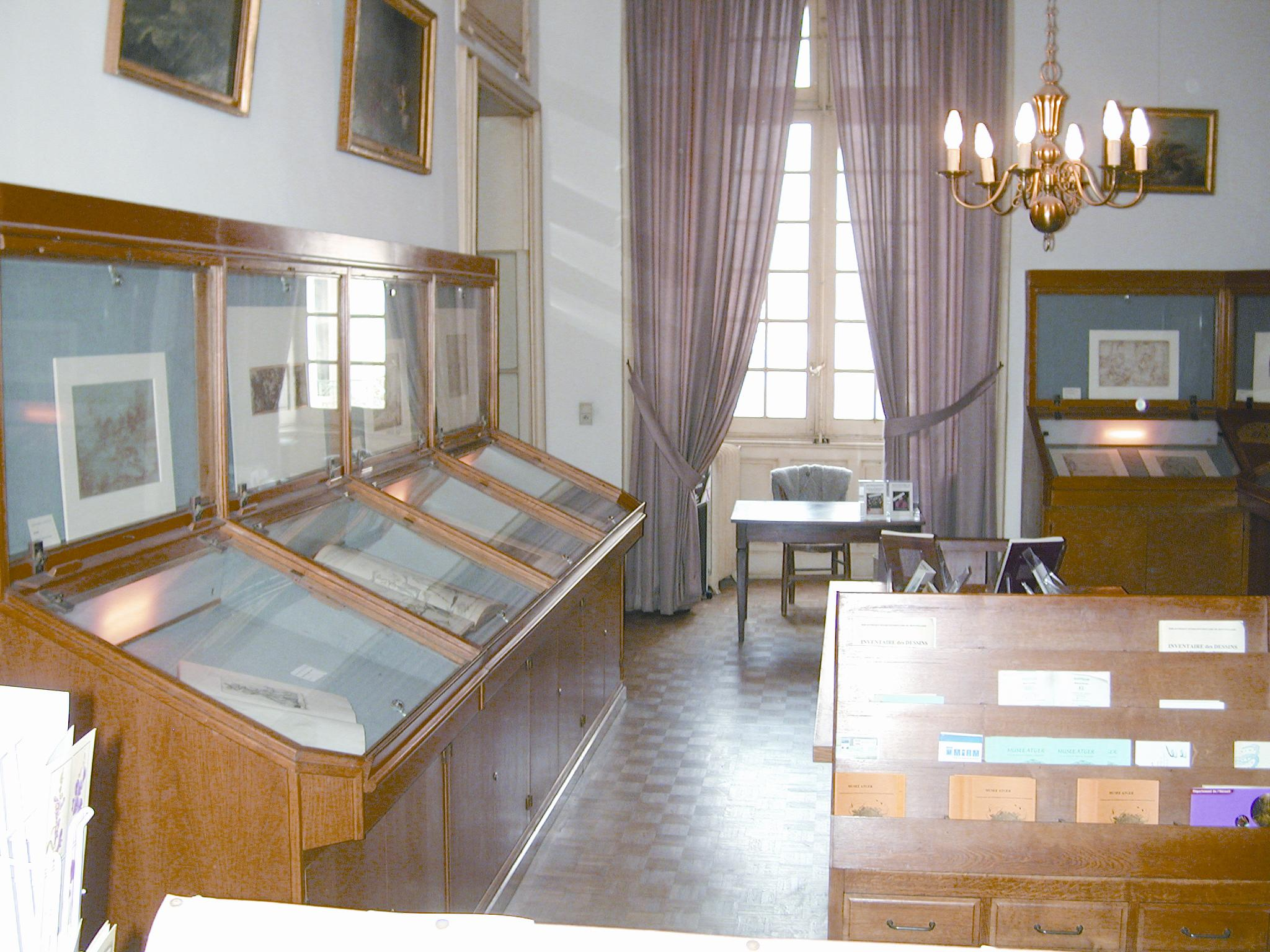
Musée Atger

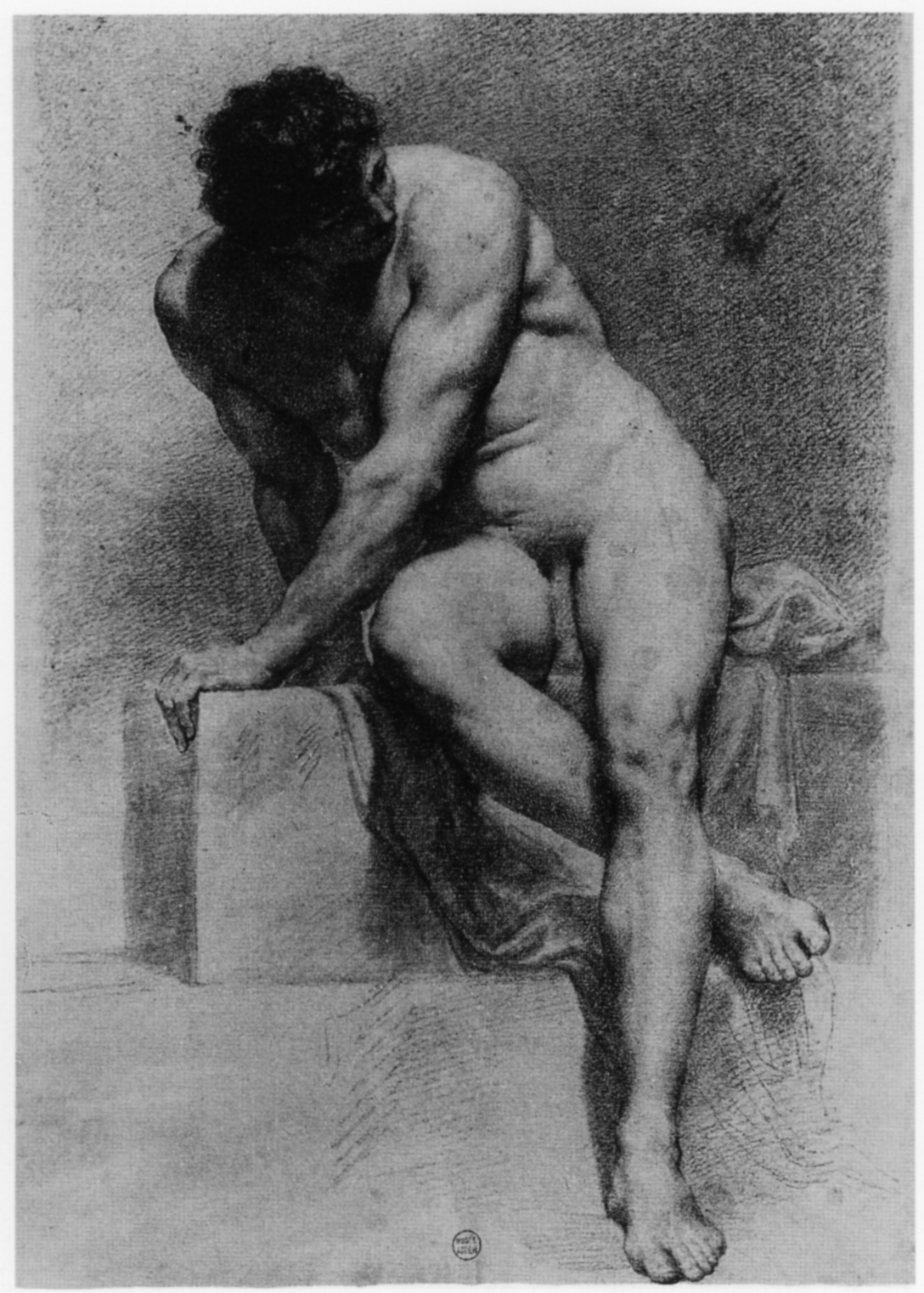
Sitzender männlicher Akt von Anton Raphael Mengs (1728–1779), Musée Atger

Das Musée Atger ist ein Kunstmuseum in Montpellier im französischen Département Hérault.

## Geschichte und Sammlung
Das Museum ist in einem Flügel des Collège de St-Benoît aus dem 14. Jahrhundert untergebracht, einem Teil der Bibliothek der Medizinischen Fakultät der Universität Montpellier. Es ist das älteste Museum in Montpellier und geht auf eine Stiftung von Xavier Atger (1758–1833) zurück. Der Beamte und Kunstsammler überließ seine umfangreiche Sammlung zwischen 1813 und 1832 der Medizinischen Fakultät, um den Studierenden der Medizin einen Zugang zur Kunst und Übungsmöglichkeiten im anatomischen Zeichnen zu geben, das damals noch Teil der medizinischen Ausbildung war.
Die Sammlung besteht aus rund 1000 Zeichnungen und 5000 Drucken französischer, italienischer und flämischer Meister mit einem breiten Themenspektrum. Die französische Schule ist mit Werken von Fragonard, Philippe de Champaigne, Hubert Robert, Sébastien Bourdon, Charles Natoire und Raymond Lafage am stärksten vertreten. Zur italienischen Schule zählen rund 150 Zeichnungen, unter anderem von Giovanni Francesco Barbieri oder Donatello sowie 26 Werke von Giambattista Tiepolo.
Die Stiftung von 81 Zeichnungen der Künstlerin Colette Richarme (1904–1991) aus Montpellier ergänzte den Bestand 2017 um zeitgenössische Werke.